# بخش فیروزآباد (سلسله)
بخش فیروزآباد مرکز شهر فیروزآباد (سلسله) و یکی از بخش‌های شهرستان سلسله در استان لرستان ایران است.

## زبان
زبان مردم این بخش لکی است.

## جمعیت
بنابر سرشماری مرکز آمار ایران، جمعیت بخش فیروزآباد شهرستان سلسله در سال ۱۳۹۵ برابر با ۱۶۱۶۹ نفر بوده‌است که از این میان ۸۲۷۶ نفر مرد و ۷۸۹۲ نفر زن بوده‌اند. این بخش ۴۵۳۳ خانوار دارد.